# Manglieu
Manglieu é uma comuna francesa na região administrativa de Auvérnia-Ródano-Alpes, no departamento Puy-de-Dôme. Estende-se por uma área de 21,05 km². Em 2010 a comuna tinha 470 habitantes (densidade: 22,3 hab./km²).